# بخش آوستا
بخش آوستا (به سوئدی: Avesta kommun) یک ناحیه شهری در سوئد است که در شهرستان دالارنا واقع شده‌است.